# Algámitas (kommun)
Algámitas är en kommun i Spanien.   Den ligger i provinsen Provincia de Sevilla och regionen Andalusien, i den södra delen av landet, 400 km söder om huvudstaden Madrid. Antalet invånare är 1 326. Arean är 20,4 kvadratkilometer. Algámitas gränsar till Olvera, Pruna, Villanueva de San Juan, El Saucejo och Cañete la Real. 
Terrängen i Algámitas är kuperad västerut, men österut är den platt.